# Харыялах (Сунтарский улус)
Харыяла́х (якут. Харыйалаах) — село в Сунтарском улусе Якутии России. Входит в состав Кюндяйинского наслега.

## География
Село находится в юго-западной части Якутии, в правобережной части долины реки Вилюй, у озера Кюель-Бере.
Географическое положение
Расстояние до улусного центра — села Сунтар — 49 км, до центра наслега — села Кюндяе — 17 км.
Климат
Климат характеризуется как резко континентальный. Средняя температура воздуха самого тёплого месяца (июля) составляет 17-18 °C; самого холодного (января) — −34 − −50 °C. Среднегодовое количество атмосферных осадков составляет 250—300 мм.

## История
Согласно Закону Республики Саха (Якутия) от 30 ноября 2004 года N 173-З N 353-III село вошло в образованное муниципальное образование Кюндяйинский наслег.

## Население
| 2002 | 2010 | 2021 |
| ---- | ---- | ---- |
| 0    | ↗1   | ↘0   |

## Экономика
Было развито животноводство. Действовала МТФ в соседнем аласе Аныска-Аласа.

## Транспорт
Село находится в труднодоступном наземным транспорте местности.